# Said Karimulla Said Wachidullah Chalili
Said Karimulla Said Wachidullah Chalili (russisch Саи́д Каримулла́ Саи́д Вахидулла́ Халили́; * 2. September 1998 in Sergijew Possad) ist ein russischer Biathlet. Er konnte bereits mehrmals Medaillen bei Biathlon-Juniorenweltmeisterschaften gewinnen.

## Biografie
Said Karimulla Chalilis Vater stammt aus Afghanistan und zog in den 1990er-Jahren zum Studieren nach Russland, Chalili selbst war jedoch noch nie im Heimatland seines Vaters. Chalilis Mutter ist Französischlehrerin. 2008 kam Chalili erstmals mit dem Biathlonsport in Berührung, als er zusammen mit seiner Mutter ein Weltcup-Rennen im Fernsehen sah. In den folgenden Jahren sah er sich die Wettkämpfe nicht mehr nur im Fernsehen an, sondern war auch vor Ort, machte Fotos und erhielt Autogramme von Top-Athleten. 2010 trat er in einem Biathlonklub in Kontiolahti ein. 2014 begann Chalili schließlich, intensiv zu trainieren, wobei sein erster Trainer in einem Trainingslager in Estland der ehemalige russische Langläufer Jegor Sorin war.
Chalilis erster internationaler Auftritt war bei den Olympischen Jugend-Winterspielen 2016. Nachdem er im Sprint Sechster wurde, konnte er in der Verfolgung überraschend Bronze gewinnen. Darüber hinaus wurde er mit der Mixed-Staffel Fünfter. Bei den Biathlon-Juniorenweltmeisterschaften 2017 konnte Said Karimulla Chalili erneut sehr gute Platzierungen erreichen: Im Einzel- und Staffelwettbewerb gewann er jeweils die Silbermedaille. Im Sprint wurde er 13. und konnte sich in der Verfolgung auf den 4. Rang verbessern. In der Saison 2017/18 wurde Chalili erstmals im IBU-Junior-Cup eingesetzt und konnte unter anderem mit einem 2. Platz im Sprint von Ridnaun auf sich aufmerksam machen. Die Biathlon-Junioren-Europameisterschaften 2018 wurden zu einem weiteren Erfolg für Chalili, indem er Gold im Einzel und Silber im Sprint gewinnen konnte. Außerdem belegte er den 4. Platz in der Verfolgung. Auch bei den Biathlon-Juniorenweltmeisterschaften im gleichen Jahr konnte er mit Gold im Staffel- und Bronze im Einzelwettbewerb zwei Medaillen erringen. Im Sprint wurde er 27. und konnte sich dank guter Schießleistung in der Verfolgung bis auf den 6. Platz verbessern.
In der Saison 2018/19 lief Chalili erneut im IBU-Junior-Cup. Er konnte seine guten Leistungen aus dem Vorjahr weitestgehend bestätigen, sodass er am Ende der Saison den 3. Platz in der Gesamtwertung des IBU-Junior-Cups belegen konnte und Sieger der Verfolgungswertung wurde. Wie bereits im Vorjahr konnte der Russe bei den Biathlon-Juniorenweltmeisterschaften 2019 überzeugen, er gewann mit Gold in der Staffel und Silber im Sprint erneut zwei Medaillen. Im Einzel wurde er 34. und in der Verfolgung verpasste er als 4. seine dritte Medaille nur knapp. Aufgrund seiner guten Leistungen wurde Chalili gegen Ende der Saison 2018/19 erstmals auch im IBU-Cup der Senioren eingesetzt, wobei er zunächst aber noch keinen Top-10-Platz belegen konnte. Auch bei den Biathlon-Junioren-Europameisterschaften 2019 im norwegischen Sjusjøen war der Russe erfolgreich, da er Gold mit der Staffel holen konnte. In den Individualwettbewerben gewann er als 5., 10. und 18. allerdings keine weitere Medaille.
In der Saison 2019/20 wurde Chalili regelmäßig im IBU-Cup eingesetzt. Er erreichte mehrmals einen Platz unter den besten 10, unter anderem auch einen Podestplatz, als er Zweiter beim Sprint von Martell wurde. Darüber hinaus feierte Said Karimulla Chalili am 10. Januar 2020 sein Weltcup-Debüt beim Sprint von Oberhof, bei dem er den 61. Platz belegte. Er wurde auch als Startläufer der russischen Staffel eingesetzt, die das Rennen auf dem 4. Rang beendete. Beim Weltcup in Ruhpolding konnte Chalili den 68. Platz im Sprint belegen. Er nahm erneut an den Biathlon-Juniorenweltmeisterschaften 2020 und konnte wieder zwei Medaillen gewinnen: Gold mit der Staffel und Silber in der Verfolgung, nachdem er den Sprint als 5. beendet hatte. Im Einzel belegte er den 33. Rang. Auch bei den Biathlon-Europameisterschaften 2020 der Senioren trat Chalili an und konnte in allen Wettbewerben, an denen er teilnahm, in die Top 10 laufen: Er wurde 7. im Supersprint, 8. im Sprint, 6. in der Verfolgung und gewann die Silbermedaille mit der russischen Mixed-Staffel. Als 25. in der Verfolgung von Kontiolahti konnte Chalili auch seine ersten Weltcup-Punkte sammeln.
In der nächsten Saison startete Chalili zu Beginn erneut im Biathlon-Weltcup. Nachdem er jedoch in Hochfilzen nur 73. und 71. wurde, bestritt er seine nächsten Rennen im IBU-Cup 2020/21, wobei er in fünf aufeinanderfolgenden Rennen in die Top 10 laufen konnte. Bei den Biathlon-Europameisterschaften 2021 wurde er 4. im Einzel und 7. mit der Mixed-Staffel. Im Sprint konnte er die Silbermedaille gewinnen, in der Verfolgung belegte er jedoch nur den 16. Platz. Im Februar 2021 durfte Said Karimulla Chalili erstmals an Biathlon-Weltmeisterschaften teilnehmen. Im Rahmen der Biathlon-Weltmeisterschaften 2021 auf der Pokljuka wurde er 64. im Sprint, im Einzel aber überraschte er nach perfektem Schießen mit dem 6. Platz, gleichzeitig seine ersten Weltcup-Punkte in dieser Saison und seine erste Top-10-Platzierung im Weltcup. Er durfte als Startläufer auch für die russische Herrenstaffel bei den Weltmeisterschaften teilnehmen. Diese belegte am Ende den 3. Rang, womit Chalili seine erste Medaille bei Weltmeisterschaften der Senioren gewinnen konnte. Aufgrund seiner Leistungen in den Rennen zuvor durfte Chalili auch am Massenstart der Weltmeisterschaften teilnehmen, den er als 20. beendete. Einen weiteren Podestplatz mit der Herrenstaffel schaffte er im März 2021, als diese den 2. Platz beim Weltcup in Nové Město belegte. Im Gesamtweltcup erreichte Chalili am Ende der Saison den 46. Rang.

## Statistiken

### Weltcupsiege
| Nr. | Datum         | Ort        | Disziplin |
| --- | ------------- | ---------- | --------- |
| 1.  | 15. Jan. 2022 | Ruhpolding | Staffel 1 |

### Weltcupplatzierungen
Die Tabelle zeigt alle Platzierungen (je nach Austragungsjahr einschließlich Olympische Spiele und Weltmeisterschaften).
- 1.–3. Platz: Anzahl der Podiumsplatzierungen
- Top 10: Anzahl der Platzierungen unter den ersten zehn (einschließlich Podium)
- Punkteränge: Anzahl der Platzierungen innerhalb der Punkteränge (einschließlich Podium und Top 10)
- Starts: Anzahl gelaufener Rennen in der jeweiligen Disziplin
- Staffel: inklusive Mixed- und Single-Mixed-Staffeln

| Platzierung               | Einzel | Sprint | Verfolgung | Massenstart | Staffel | Gesamt |
| ------------------------- | ------ | ------ | ---------- | ----------- | ------- | ------ |
| 1. Platz                  |        |        |            |             | 1       | 1      |
| 2. Platz                  |        |        |            |             | 1       | 1      |
| 3. Platz                  | 1      |        |            |             | 2       | 3      |
| Top 10                    | 2      |        | 1          |             | 6       | 9      |
| Punkteränge               | 3      | 6      | 8          | 2           | 6       | 25     |
| Starts                    | 3      | 16     | 8          | 2           | 6       | 35     |
| Stand: Saisonende 2021/22 |        |        |            |             |         |        |

### Olympische Winterspiele
Ergebnisse bei Olympischen Winterspielen:
|                                        | Einzelwettbewerbe | Einzelwettbewerbe | Einzelwettbewerbe | Einzelwettbewerbe | Staffelwettbewerbe | Staffelwettbewerbe |
| Sprint                                 | Verfolgung        | Einzel            | Massenstart       | Herrenstaffel     | Mixedstaffel       |                    |
| -------------------------------------- | ----------------- | ----------------- | ----------------- | ----------------- | ------------------ | ------------------ |
| Olympische Winterspiele 2022 \| Peking | –                 | –                 | 34.               | –                 | 3.                 | –                  |

### Weltmeisterschaften
Ergebnisse bei Weltmeisterschaften:
|                                                    | Einzelwettbewerbe | Einzelwettbewerbe | Einzelwettbewerbe | Einzelwettbewerbe | Staffelwettbewerbe | Staffelwettbewerbe | Staffelwettbewerbe |
| Weltmeisterschaft                                  | Sprint            | Verfolgung        | Einzel            | Massenstart       | Herrenstaffel      | Mixed-Staffel      | S.-M.-Staffel      |
| -------------------------------------------------- | ----------------- | ----------------- | ----------------- | ----------------- | ------------------ | ------------------ | ------------------ |
| Biathlon-Weltmeisterschaften 2021 auf der Pokljuka | 64.               | –                 | 6.                | 20.               | 3.                 | –                  | –                  |

### Europameisterschaften
Ergebnisse bei den Europameisterschaften:
| Europameisterschaften | Europameisterschaften | Einzel | Supersprint | Sprint | Verfolgung | Mixedstaffel |
| Jahr                  | Ort                   | Einzel | Supersprint | Sprint | Verfolgung | Mixedstaffel |
| --------------------- | --------------------- | ------ | ----------- | ------ | ---------- | ------------ |
| 2020                  | Minsk-Raubitschy      | –      | 7.          | 8.     | 6.         | 2.           |
| 2021                  | Duszniki-Zdrój        | 3.     | –           | 2.     | 16.        | 7.           |

### Juniorenweltmeisterschaften
Ergebnisse bei den Juniorenweltmeisterschaften:
| Weltmeisterschaften | Weltmeisterschaften | Einzel | Sprint | Verfolgung | Staffel |
| Jahr                | Ort                 | Einzel | Sprint | Verfolgung | Staffel |
| ------------------- | ------------------- | ------ | ------ | ---------- | ------- |
| 2018                | Otepää              | 3.     | 27.    | 6.         | 1.      |
| 2019                | Brezno-Osrblie      | 34.    | 2.     | 4.         | 1.      |
| 2020                | Lenzerheide         | 33.    | 5.     | 2.         | 1.      |